# 筧真帆
筧 真帆（かけひ まほ、1972年/1973年 - ）は、「日韓音楽コミュニケーター」を自称する、日本の音楽ジャーナリスト、エージェント。

## 経歴
高校1年の頃から報道関係の仕事に関心をもち、近畿大学卒業後にテレビ大阪に入社して、報道部の遊軍記者から報道アナウンサーとなった。
その後、ラジオDJに転じた。2002年に韓国・釜山を訪れたのを機に、J-POPを韓国に、K-POPを日本に紹介して日韓の音楽交流を促進することを始め、程なくして、すべてのレギュラー番組を降りて2004年から2007年にかけてソウルの西江大学校韓国語教育院に語学留学した。留学中もFM COCOLOのK-POP番組『Korean Wave』には下宿で宅録したトークを送り続けた。また、韓国の音楽事情についての記事を『HOT CHILI PAPER』や『K-popstar』など日本の専門誌などに寄稿するようになって、本格的に音楽ライターの仕事を始めた。また、2006年には韓国の大規模音楽祭の企画にも関わった。
2008年から拠点を東京に移し、2011年からは、サマーソニックへの韓国バンドの招聘に関わってブッキングディレクターを務めている。